# Trofeo Villa de Madrid
El trofeo Villa de Madrid fue un torneo de verano español organizado por el Atlético de Madrid entre 1973 y 2003, con la excepción de los años 1999 y 2001 en los que no se disputó. En 2004 se celebró con el nombre de "Trofeo Hellboy", no habiéndose vuelto a organizar desde entonces. 
El máximo campeón del Torneo es el Atlético de Madrid con 18 victorias, seguido por el AC Milan con tres y por un grupo de equipos con una victoria en la competición entre los que se destacan clubes como River Plate, Liverpool FC, PSV Eindhoven, Werder Bremen o Independiente.
Inicialmente el torneo era cuadrangular. El formato del trofeo se dividía entre semifinales, final y partido por el tercer y cuarto puesto, pero a partir del año 1985 el torneo se jugó a partido único, exceptuando tres ediciones que fueron disputadas como torneo triangular.

## El trofeo
A lo largo de la historia del torneo, el trofeo ha ido variando en su forma, siendo en sus primeras ediciones un pedestal con patas, en plata maciza, en el que se erigía el oso y el madroño símbolo de la ciudad de Madrid. Posteriormente en la década de los 90 el trofeo se convirtió en una copa con asas y tapa, coronada con el oso y el madroño, variando en altura o grosor según los años. Finalizando en el año 2003 con un trofeo en forma de sopera abierta, con motivo de la celebración del centenario del club anfitrión.

## Finales
- El torneo fue cuadrangular desde su inicio en 1973 hasta 1983.
- En los años 1984, 1989 y 1993 se disputó en formato triangular.
- En los años 1999 y 2001 no se disputó el torneo.
- En el año 2003 se celebró el centenario del club con este trofeo.

| Edición | Año  | Final              | Final      | Final                 | Partido por el tercer puesto | Partido por el tercer puesto | Partido por el tercer puesto |
| Edición | Año  | Campeón            | Resultado  | Subcampeón            | Tercero                      | Resultado                    | Cuarto                       |
| ------- | ---- | ------------------ | ---------- | --------------------- | ---------------------------- | ---------------------------- | ---------------------------- |
| I       | 1973 | Milan              | 2–1        | Partizan de Belgrado  | Atlético de Madrid           | 2–1                          | Benfica                      |
| II      | 1974 | Atlético de Madrid | 1–0        | Újpest                | Estrella Roja                | 0-0 (pen.)                   | San Lorenzo                  |
| III     | 1975 | Atlético de Madrid | 2–1        | Torpedo Moscú         | Vasas                        | 3–1                          | Vitória de Setúbal           |
| IV      | 1976 | Atlético de Madrid | 1–0        | Athletic Bilbao       | Cruzeiro                     | 2–0                          | Molenbeek                    |
| V       | 1977 | Milan              | 3–2        | América RJ            | Athletic Bilbao              | 1–0                          | Atlético de Madrid           |
| VI      | 1978 | River Plate        | 0–0 (pen.) | Atlético de Madrid    | Rayo Vallecano               | 2–2 (pen.)                   | Derby County                 |
| VII     | 1979 | VfB Stuttgart      | 1–0        | Grasshopper           | Atlético de Madrid           | 5–0                          | Real Sociedad                |
| VIII    | 1980 | Atlético de Madrid | 1–1 (pen.) | Ajax Ámsterdam        | CSKA Sofia                   | 2–2 (pen.)                   | Internacional                |
| IX      | 1981 | Independiente      | 2–0        | Selección de Honduras | Atlético de Madrid           | 1–1 (pen.)                   | Vasco da Gama                |
| X       | 1982 | Borussia Dortmund  | 2–0        | Atlético de Madrid    | Pumas UNAM                   | 1–0                          | Atlético Mineiro             |
| XI      | 1983 | Atlético de Madrid | 2–1        | Sevilla               | Sporting de Gijón            | 2–0                          | Valencia                     |
| XII     | 1984 | PSV Eindhoven      | Tri.       | Atlético de Madrid    | Sporting de Lisboa           |                              |                              |
| XIII    | 1985 | Atlético de Madrid | 2–0        | Grêmio                |                              |                              |                              |
| XIV     | 1986 | Atlético de Madrid | 3–2        | Flamengo              |                              |                              |                              |
| XV      | 1987 | Liverpool          | 1–0        | Atlético de Madrid    |                              |                              |                              |
| XVI     | 1988 | Werder Bremen      | 1–0        | Atlético de Madrid    |                              |                              |                              |
| XVII    | 1989 | Atlético de Madrid | Tri.       | Dinamo Bucarest       | Tottenham Hotspur            |                              |                              |
| XVIII   | 1990 | Atlético de Madrid | 3–2        | Estrella Roja         |                              |                              |                              |
| XIX     | 1991 | Milan              | 1–1 (pen.) | Atlético de Madrid    |                              |                              |                              |
| XX      | 1992 | Atlético de Madrid | 2–0        | São Paulo             |                              |                              |                              |
| XXI     | 1993 | Atlético de Madrid | Tri.       | Vasco da Gama         | Rayo Vallecano               |                              |                              |
| XXII    | 1994 | Atlético de Madrid | 5–1        | Köln                  |                              |                              |                              |
| XXIII   | 1995 | Atlético de Madrid | 3–1        | Newell's Old Boys     |                              |                              |                              |
| XXIV    | 1996 | Atlético de Madrid | 5–0        | Estrella Roja         |                              |                              |                              |
| XXV     | 1997 | Atlético de Madrid | 1–0        | Internazionale        |                              |                              |                              |
| XXVI    | 1998 | Atlético de Madrid | 3–0        | Lazio                 |                              |                              |                              |
| XXVII   | 2000 | Atlético de Madrid | 3–1        | Flamengo              |                              |                              |                              |
| XXVIII  | 2002 | Chievo Verona      | 4–2        | Atlético de Madrid    |                              |                              |                              |
| XXIX *  | 2003 | Atlético de Madrid | 1–0        | Boca Juniors          |                              |                              |                              |

## Títulos por equipo

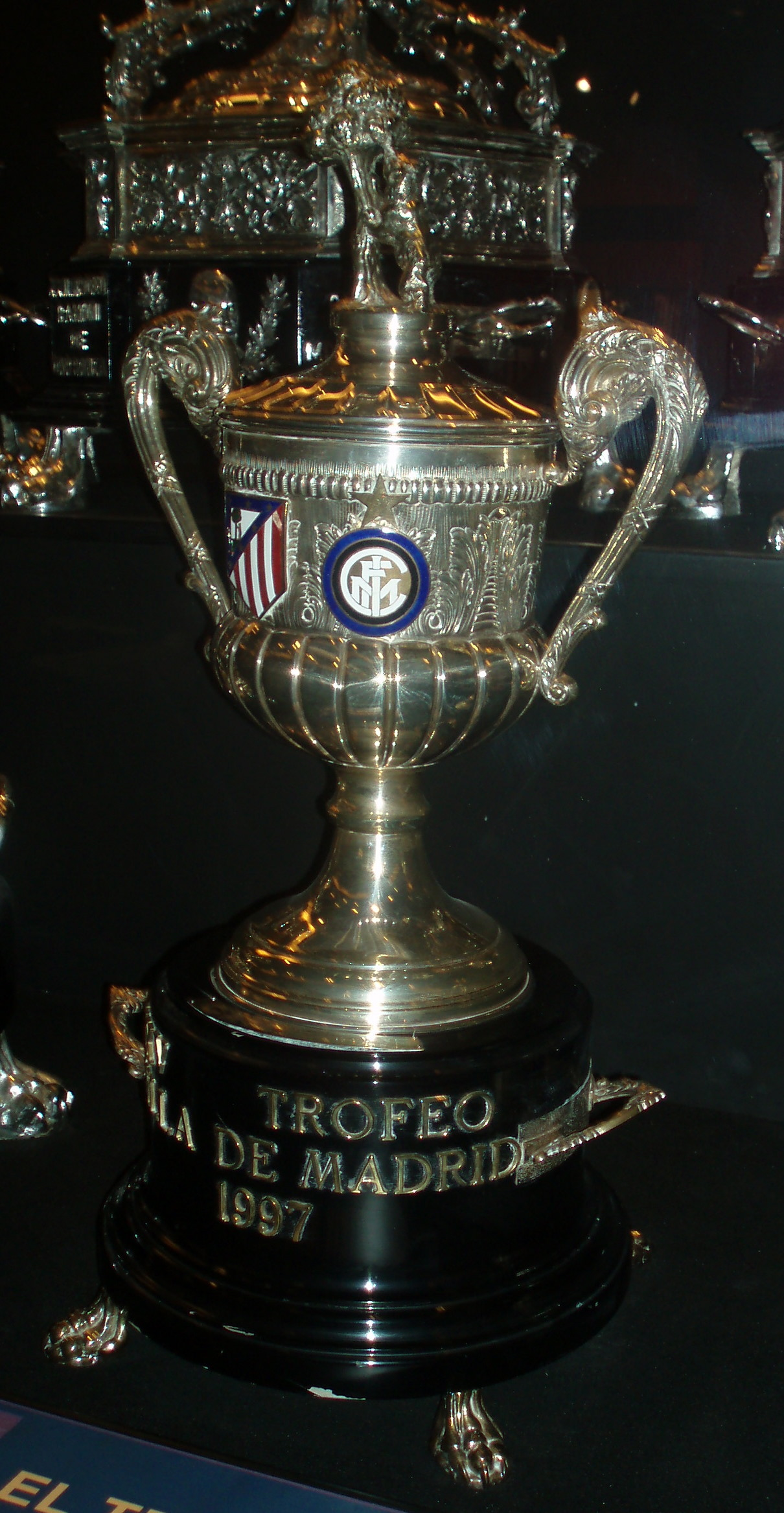
Trofeo Villa de Madrid en las ediciones de los años 90.

| Equipo             | Títulos |
| ------------------ | ------- |
| Atlético de Madrid | 18      |
| Milan              | 3       |
| Borussia Dortmund  | 1       |
| Chievo Verona      | 1       |
| Independiente      | 1       |
| Liverpool          | 1       |
| Werder Bremen      | 1       |
| PSV Eindhoven      | 1       |
| River Plate        | 1       |
| VfB Stuttgart      | 1       |

## Títulos por país

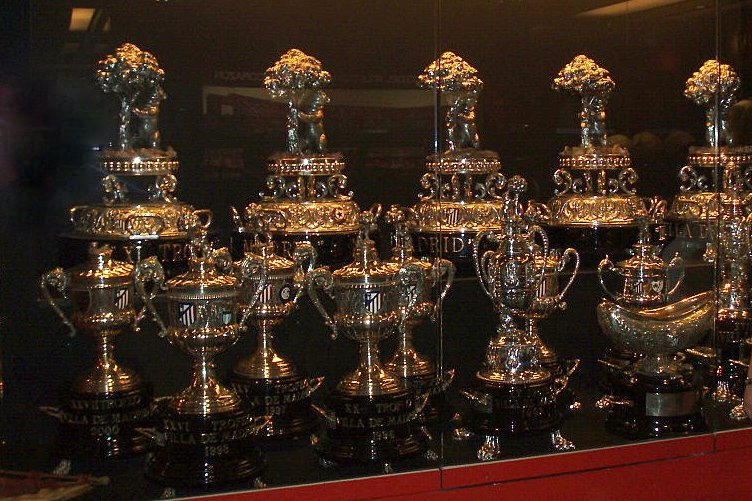
Vitrina con los Trofeos Villa de Madrid conseguidos por el Atlético de Madrid.

| País         | Títulos |
| ------------ | ------- |
| España       | 18      |
| Italia       | 4       |
| Alemania     | 3       |
| Argentina    | 2       |
| Inglaterra   | 1       |
| Países Bajos | 1       |

## Estadísticas
- Mayores goleadas:
  -  Atlético de Madrid 5-0  Real Sociedad en 1979.
  -  Atlético de Madrid 5-0   Estrella Roja en 1996.

- Partidos con más goles:
  -  Atlético de Madrid 5-1  Köln en 1994 (6 goles).
  -  Atlético de Madrid 2-4  Chievo Verona en 2002 (6 goles).